# Banco Metzler
O B. Metzler seel. A Sohn & Co. KGaA é uma empresa de private banking em Frankfurt, Alemanha. A Metzler tem suas origens em uma empresa comercial fundada em 1674 por Benjamin Metzler em Frankfurt e é o segundo banco mais antigo da Alemanha (depois do Berenberg Bank) e o quinto mais antigo do mundo.
O Metzler pertence de forma contínua e exclusiva à família fundadora desde a sua fundação em 1674. Desde 1971, Friedrich von Metzler lidera o banco na 11ª geração como parceiro pessoalmente responsável da casa bancária. No final de maio de 2018, ele se aposentou do comitê executivo.

## História
As origens da casa bancária Metzler remontam a uma empresa comercial fundada por Benjamin Metzler em 1674. O nome B. Metzler seel. A Sohn & Co. é derivada do filho do fundador da empresa, Benjamin Metzler, que queria lembrar seu pai falecido com esse nome. Já no final do século XVII, houve um acoplamento de mercadorias e transações financeiras devido às atividades comerciais a distância significativas.

### Século XVIII
As primeiras transações de dinheiro e câmbio da empresa são comprováveis desde 1728. Em 1742, um filho do fundador foi eleito para o Conselho da Bolsa de Frankfurt. Desde então, os proprietários do banco foram quase ininterruptamente representados no órgão de administração da Bolsa de Frankfurt e da Deutsche Börse AG. O desenvolvimento do comércio para o setor bancário foi amplamente concluído por volta de 1760. Em 1769, Friedrich Metzler tornou-se parceiro nos negócios da família, em 1771, seu líder. Ele entrou no negócio de títulos do governo. Começou em 1779 com um empréstimo a favor do eleitorado da Baviera. Foi seguido pelo Palatinado como devedor; em 1795, o Reino da Prússia seguiu com um empréstimo de um milhão de florins. Também Saxe-Meiningen, a Casa de Nassau e a Casa de Orange-Nassau se tornaram clientes da Metzler. Através de suas negociações com a Câmara dos Lordes da Prússia, recebeu o título Königlich-preußischer geheimer Kommerzienrat (Conselho Comercial Secreto Real da Prússia).

### Século XIX
No final do século XIX, a competição com os bancos de ações recém-formados levou a uma orientação estratégica dos negócios em relação às principais competências de um banco privado: renunciar aos negócios no balanço e concentrar-se em serviços financeiros individuais. O gerenciamento de ativos foi de particular importância.

### Século XX
No início do século XX, o banco restringiu a conta corrente e os negócios de empréstimos. Ao mesmo tempo, a negociação de valores mobiliários foi deliberadamente ampliada.
Em 1938, o banco Metzler esteve envolvido na arianização forçada de casas bancárias judaicas, como as casas bancárias Bass & Herz, J. Dreyfus & Co. e Jacob S.H. Stern.
A fim de salvaguardar a independência a longo prazo e fortalecer a base de capital, a empresa foi transformada em 1986 de uma parceria em uma empresa de capital na forma de uma parceria limitada de ações. Isso manteve a responsabilidade pessoal da administração, característica de um banco privado.
Ao mesmo tempo, B. Metzler seel. A Sohn & Co. Holding AG foi estabelecida como a controladora de uma Holding baseada no modelo anglo-saxão.
Desde então, as diversas áreas de negócios são de responsabilidade de subsidiárias independentes do banco. Em 1994, foi fundada a B. Metzler GmbH, na qual a consultoria de finanças corporativas é consolidada.
O desenvolvimento do banco no século XX foi amplamente influenciado por Albert von Metzler.

### Século XXI
Em 2001, um escritório foi aberto em Tóquio e outro em Pequim em 2009. Em 2007, o banco Metzler comemorou seu 333º aniversário. O banco, de propriedade exclusiva da família fundadora, publicou os seguintes números nas demonstrações financeiras consolidadas do exercício de 1 de janeiro de 2017 a 31 de dezembro de 2017:
- Ativo total: €3,9 bilhões
- Ativos sob gestão: €76 bilhões
- Capital próprio: €201 milhões
- Índice de capital de nível 1: mais de 20%
- Lucro líquido: €2,3 milhões de euros

O número de funcionários aumentou em 2017 em comparação com o ano anterior em 4%, para cerca de 850. O banco gostaria de permanecer independente. Uma fusão com outro banco privado mencionada pela imprensa de negócios foi repetida e claramente rejeitada pelo banco.
Em 2016, foi reportado um patrimônio de mais de € 200 milhões.

## Áreas de negócios
O Banco Metzler concentra-se em serviços de mercado de capitais para instituições e clientes privados em seus principais negócios: Gerenciamento de Ativos, Mercado de Capitais, Finanças Corporativas e Private Banking. Os clientes da Metzler Asset Management incluem a Versorgungsanstalt des Bundes und der Länder (Agência Federal e Estadual de Serviços Públicos). Além da gestão de ativos para pessoas ricas e clientes institucionais, a Metzler também atua nos negócios de fundos de investimento.
Com cerca de 850 funcionários, o Banco Metzler opera filiais ou subsidiárias em Bedburg (na região de Düsseldorf / Colônia), Hamburgo, Munique, Stuttgart, Atlanta, Dublin, Los Angeles, Pequim, Seattle e Tóquio.

## Parceiros pessoalmente responsáveis
Na história do banco, os parceiros pessoalmente responsáveis eram ativos e não eram membros da família Metzler, incluindo:
- Johann Zwirlein (1687 a 1698)
- Gottfried Malß (1757 a 1771)
- Hans Hermann Reschke (1982 a 1999)
- Emmerich Müller (de 2005)
- Harald Illy (de 2012)
- Michael Klaus (de 2012)
- Johannes Reich (2012 a 2017)
- Gerhard Wiesheu (de 2016)